# Mesocarpo
Mesocarpo é a designação dada em botânica à região do fruto das angiospermas, conhecida popularmente por "polpa", que fica entre o epicarpo e o endocarpo. Nas bagas e drupas o mesocarpo é geralmente carnudo, constituindo a parte comestível do fruto.